# Гомелько, Артём Викторович
Артём Ви́кторович Гомелько́ (бел. Арцём Віктаравіч Гамелько; род. 8 декабря 1989, Жодино, Минская область) — белорусский футболист, вратарь клуба «Спарта» (Казимежа-Велька).

## Карьера

### Клубная
Воспитанник СДЮШОР «БелАЗ». Первый тренер — Михаил Демьянович Русак. В 2005—2007 годах играл за жодинское «Торпедо». В декабре 2007 года, после того как вратарю исполнилось 18 лет, вступил в силу его 5-летний контракт с московским «Локомотивом». Вратарь хорошо проявил себя на сборе в столичном клубе и произвёл благоприятное впечатление на руководство железнодорожников, он получил положительные отзывы тогдашних президента «Локомотива» Юрия Сёмина и тренера вратарей Сергея Овчинникова. 22 июня 2011 года дебютировал в составе команды в матче против ЦСКА (1:3). Вскоре был отдан в аренду в «Нафтан», позже в «Торпедо-Белаз».
Сезон 2012 провёл в молодёжном составе «Локомотива». В феврале 2013 года в статусе свободного агента подписал контракт с клубом «Гранит». В сезоне 2013 чередовался с другим вратарём команды, однако в сезоне 2014 стал основным.
В декабре 2015 года перебрался в «Городею», но через месяц расторг контракт и отправился в «Слоним», выступающий в Первой лиге.
В 2017 году перешёл в «Смолевичи-СТИ».
В феврале 2017 года стало известно, что Гомелько вошёл в тренерский штаб клуба «Смолевичи» в качестве тренера вратарей. При этом в сезоне 2017 дважды выходил на поле как полевой игрок.
В июне 2019 года вновь выходил на поле за «Смолевичи», став игроком основного состава. Играл и в сезоне 2020, когда клуб вернулся в Высшую лигу.
В сентябре 2020 года перешёл в армянский клуб «Лори».
В июне 2021 года вернулся в Беларусь в «Слуцк». В декабре 2021 разорвал контракт с клубом.
В феврале 2022 года перешёл в польскую «Спарту» из пятого дивизиона страны.

### В сборной
С 2006 года выступал за юношескую сборную Беларуси — в её составе победитель мемориала Гранаткина 2007 года. Был заявлен за молодёжную сборную Беларуси на чемпионатах Европы 2009 в Швеции и 2011 в Дании (бронзовый призёр), однако ни разу не выходил на поле. Выступал за олимпийскую сборную Беларуси в товарищеских матчах.

## Достижения
Молодёжная сборная Беларуси
- Бронзовый призёр молодёжного чемпионата Европы: 2011